# Gouvernement Smolensk
Het gouvernement Smolensk (Russisch: Смоленская губерния; Smolenskaja goebernija) was een gouvernement (goebernija) van het keizerrijk Rusland. Het gouvernement bestond tussen 1708 en 1929. Het gouvernement grensde aan de gouvernementen Tver, Moskou, Kaloega, Orjol, Tsjernigov, Mogiljow, Vitebsk en Pskov. De hoofdstad was Smolensk.
Het gouvernement ontstond op 29 december 1708  met zeven andere gouvernementen door een oekaze van tsaar Peter I van Rusland.
Net als met andere gouvernementen stond de omvang van het gouvernement Smolensk niet vast. Het gebied werd gedefinieerd als een aantal steden en de gebieden die bij de steden hoorden.
Op 28 juli 1726 werd het gouvernement Smolensk afgeschaft en het gebied werd verdeeld tussen het gouvernement Moskou en het gouvernement Riga. Het gouvernement Smolensk werd opnieuw opgericht in 1726. in 1775 ging het gouvernement Smolensk met delen van het gouvernement Moskou en het gouvernement Belgorod op in het onderkoninkrijk Smolensk. Het gouvernement werd in 1796 opnieuw opgezet.
Na de Oktoberrevolutie werd het gouvernement onderdeel van de Westelijke Oblast, Wit-Russische Sovjetrepubliek
Litouws-Wit-Russische Socialistische Sovjetrepubliek en uiteindelijk de Russische Socialistische Federatieve Sovjetrepubliek.
Op 14 januari 1929 werd het gouvernement Smolensk afgeschaft en het gebied werd onderdeel van de oblast Smolensk.